# مسجد جامع نائین
مسجد جامع نائین با الگوبرداری از مسجد پیامبر در مدینه ساخته شده‌است این مسجد دارای یک معماری فوق العاده مهندسی شده و منار ۲۸ متری دارد . حیاط بزرگی در میان دارد و پیرامون آن را شبستان‌های دارای ستون گرفته‌است. دهانه میانی روبه قبله و دهانه روبروی آن که ورودی مسجد است پهن‌تر و گشادتر از دهانه‌های دیگر است. مسجد جامع نائین دارای شبستان دارای ستون است و بخشی از آن از مسجدهای بومسلمی گرفته شده‌است. مسجد نائین به شیوه خراسانی ساخته شده‌است، در زمان آل بویه و آل کاکویه بخش‌هایی به آن افزوده شد. بخش شبستان جنوبی قدیمی‌ترین قسمت آن بود که در شیوه معماری رازی دگرگون شد. نما مقداری از در شیوهٔ رازی ساخته شد ولی خصوصیات شیوه خراسانی را دارا ست. این تغییرات شامل تغییر طاق مازه دار به تیزه دار است و این مسجد اولین مسجدی است که در آن طاق مازه داز به تیزه دار تبدیل شد. نیم طبقه دوم شبستان جنوبی که بخش زنانه مسجد است در قرن هشتم به آن افزوده شده‌است. نیم طاق‌ها و و ستون‌های شبستان از شیوه رازی هستند، روی ستون‌ها گچبری زیبا کار شده‌است و آمیزه‌ای از چهره‌نگاری یافت می‌شود. در مسجد جامع نائین دو نوع کتیبه وجود دارد که یکی از آنه گچبری است و دومی با رنگ روی گچ ترسیم شده‌است. کتیبه‌هایی که با رنگ ترسیم شده متعلق به قرن پنجم هجری و به خط کوفی و کلاً بر روی سر در ورودی مسجد از داخل می‌باشد.

## نگارخانه

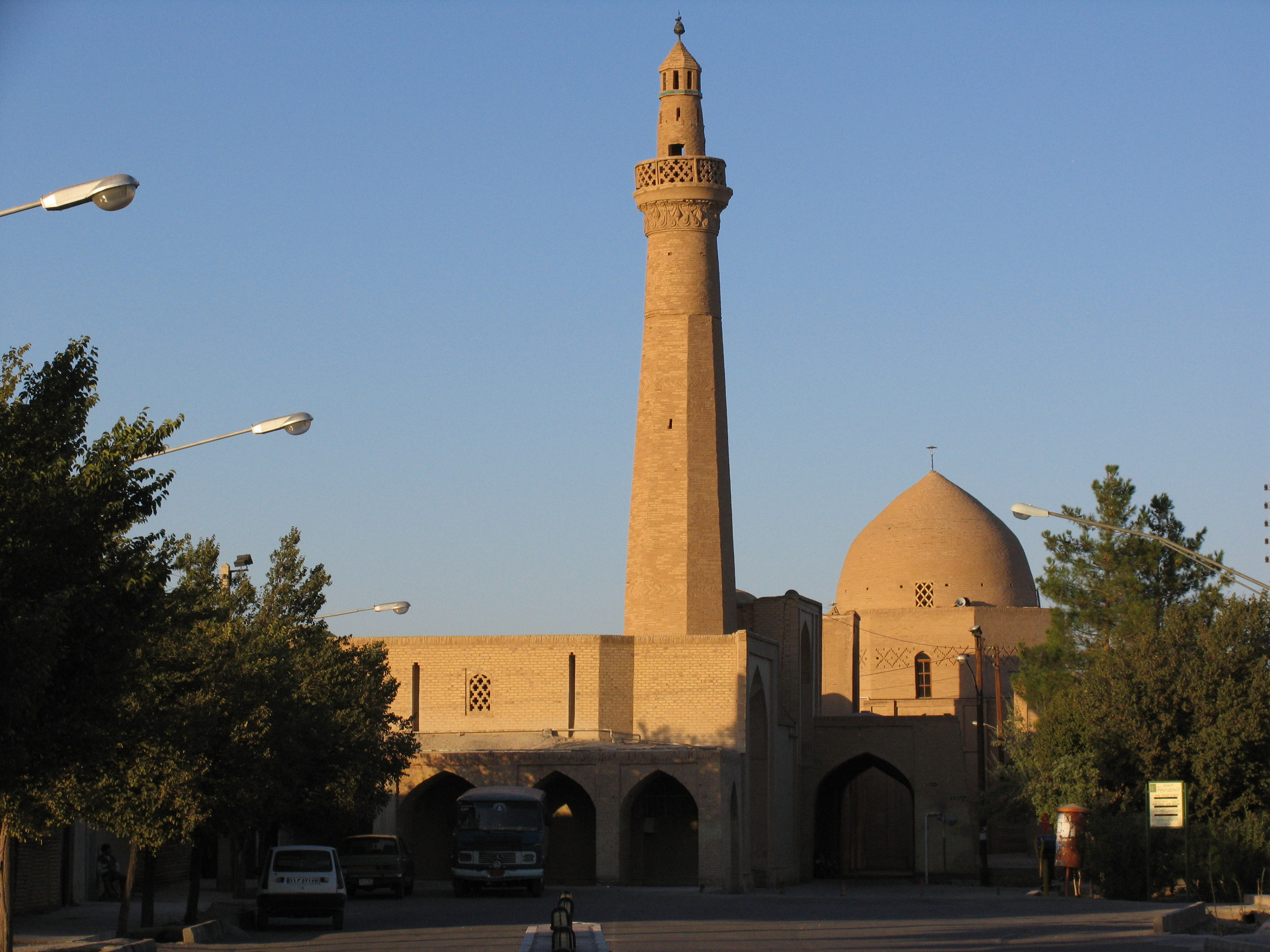
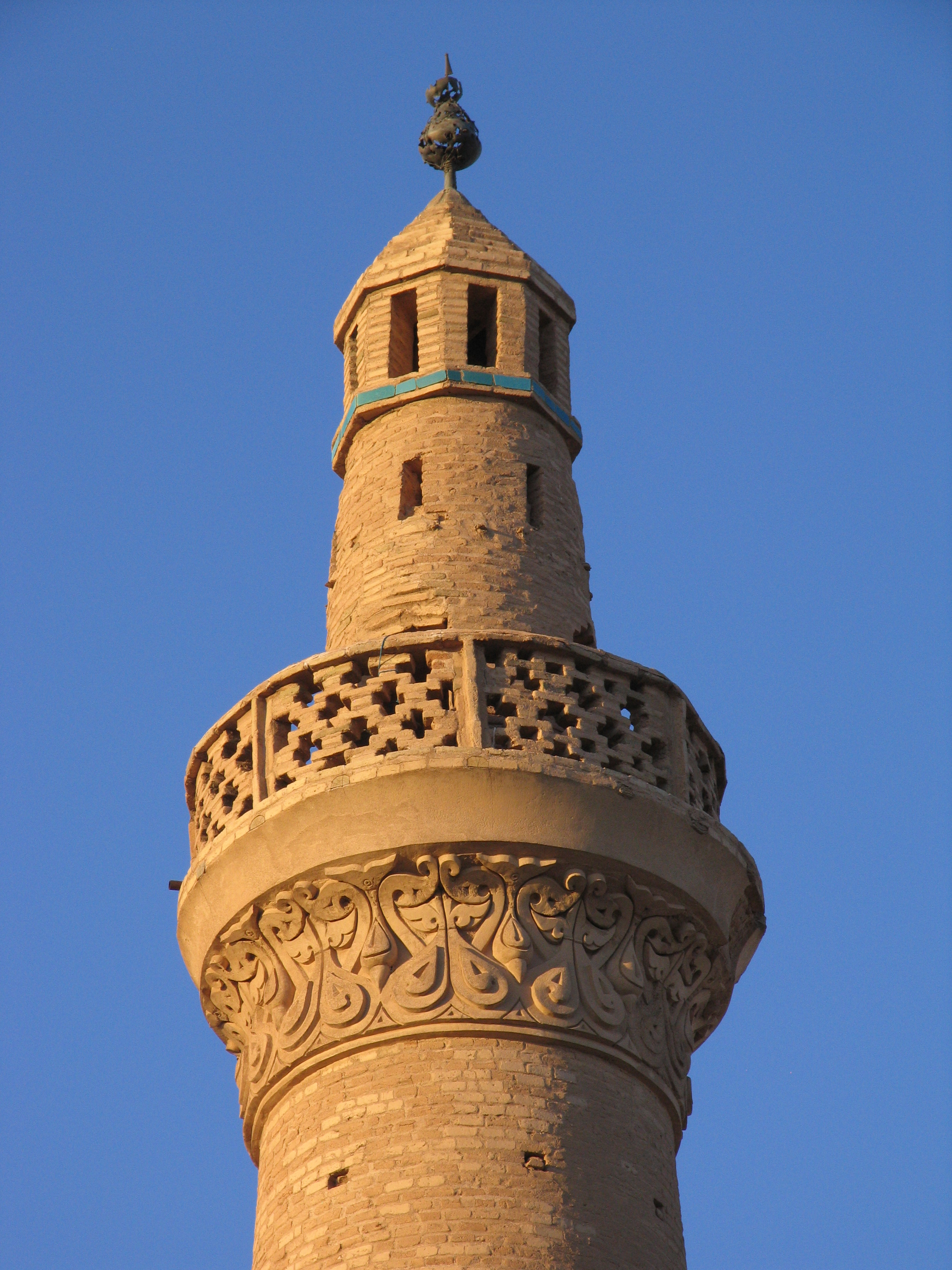
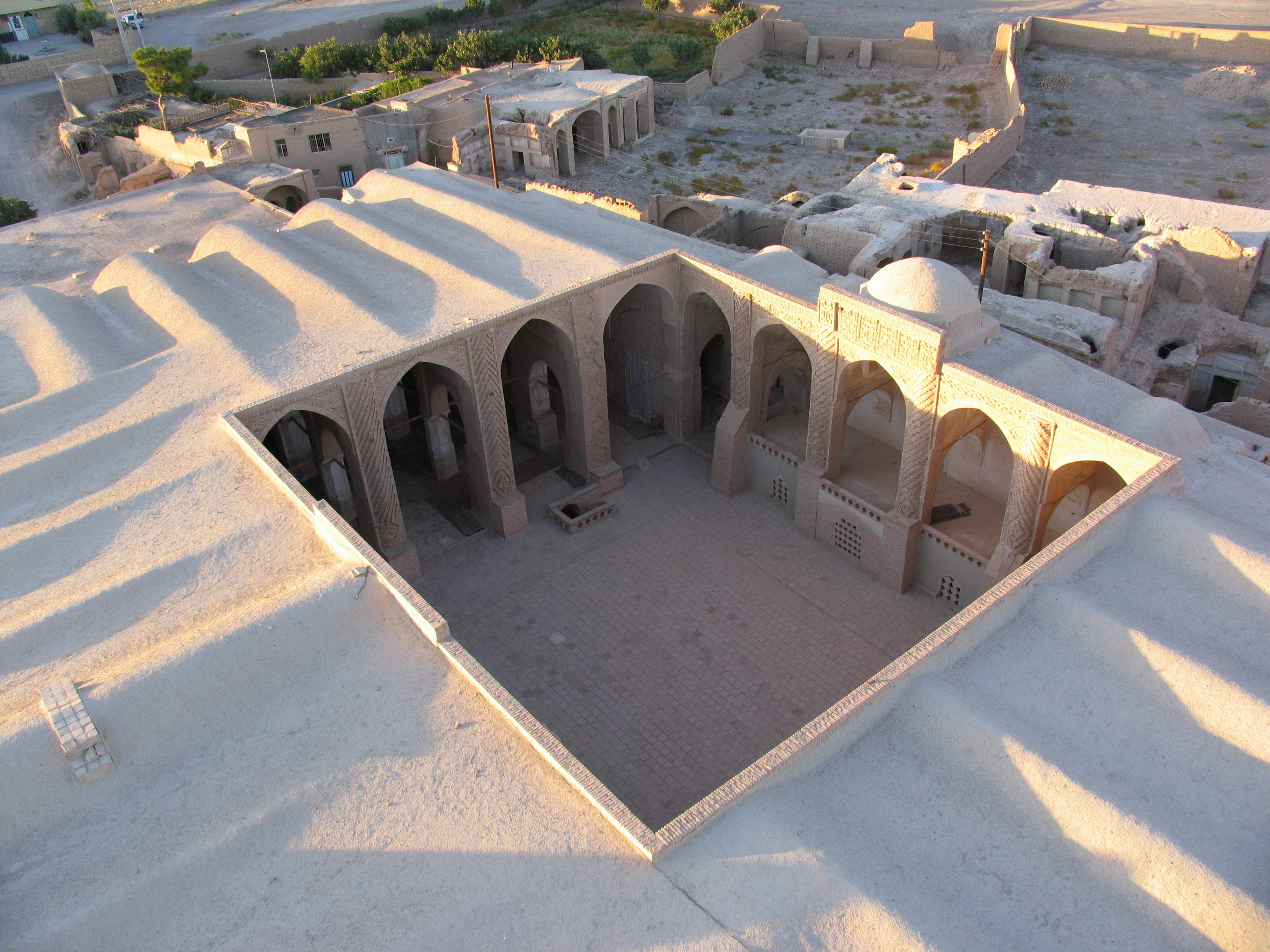
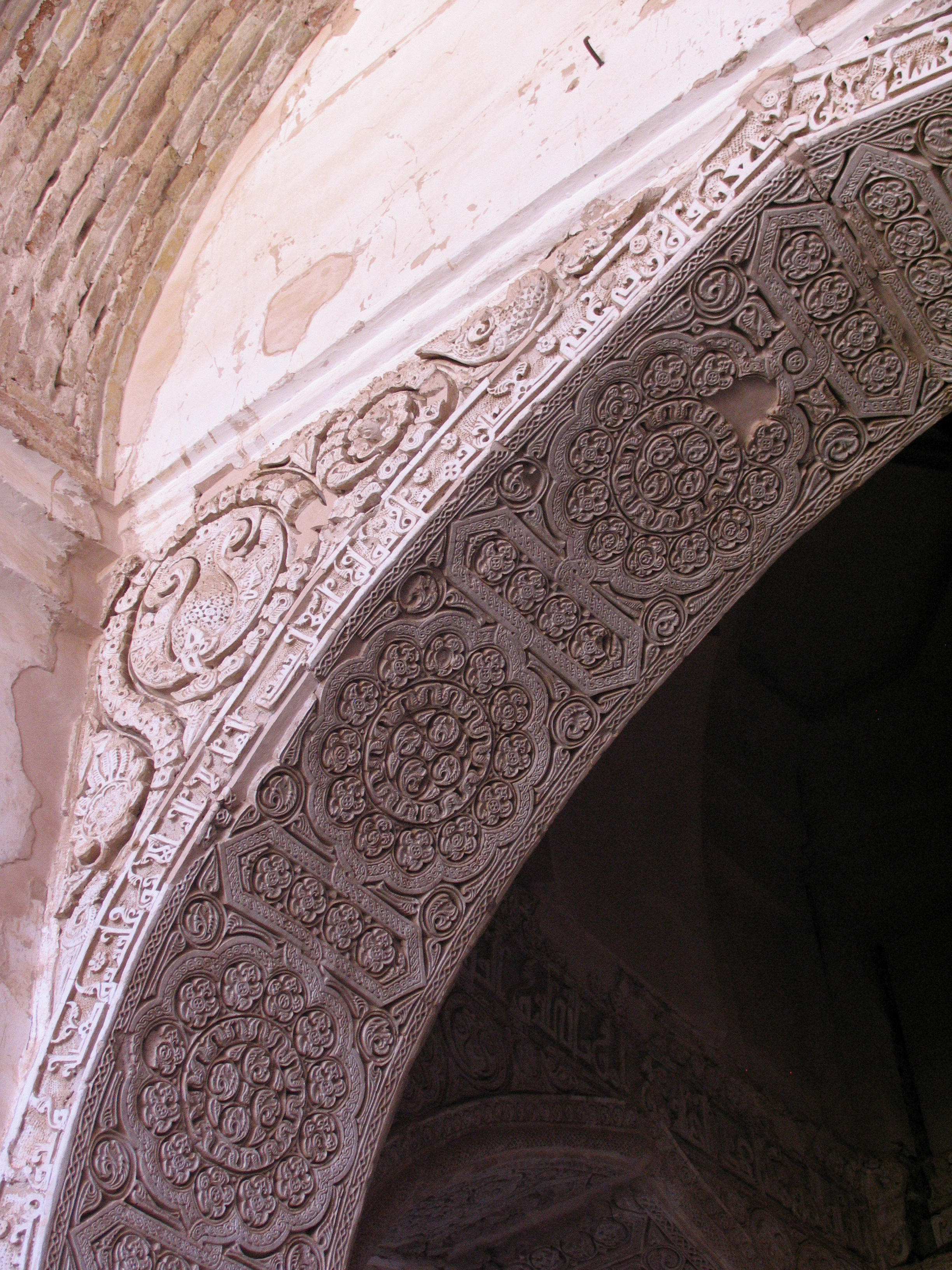
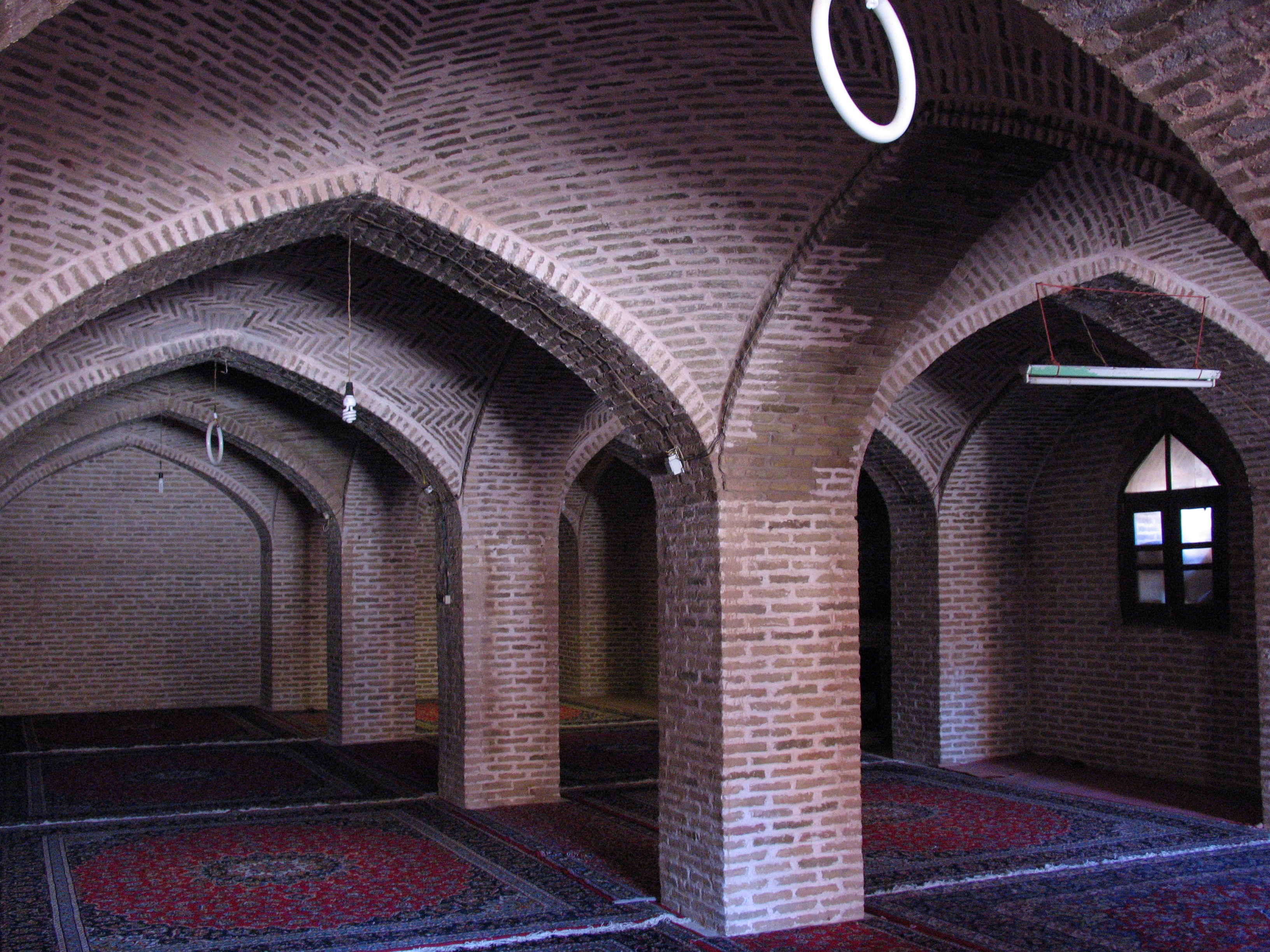
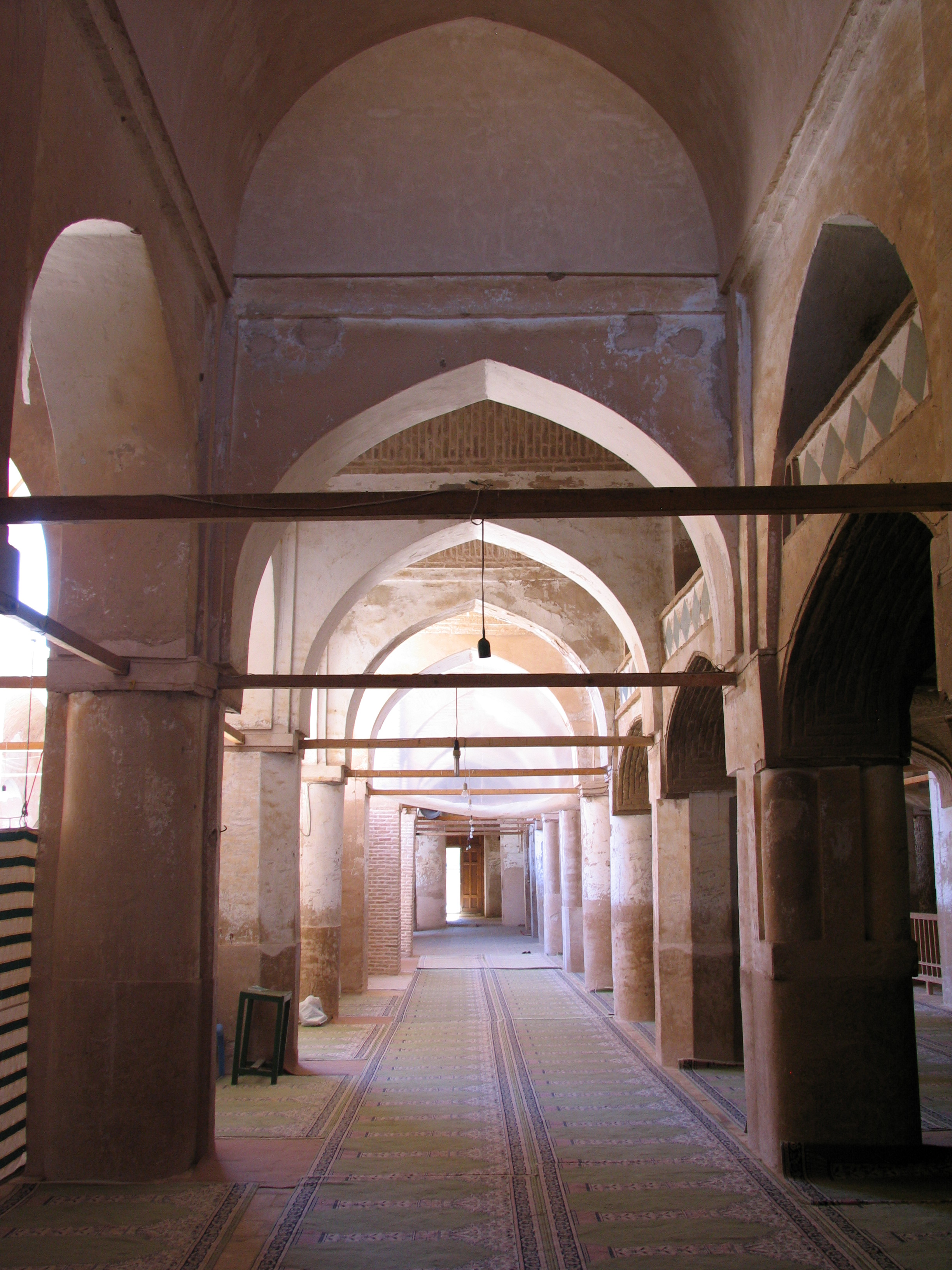
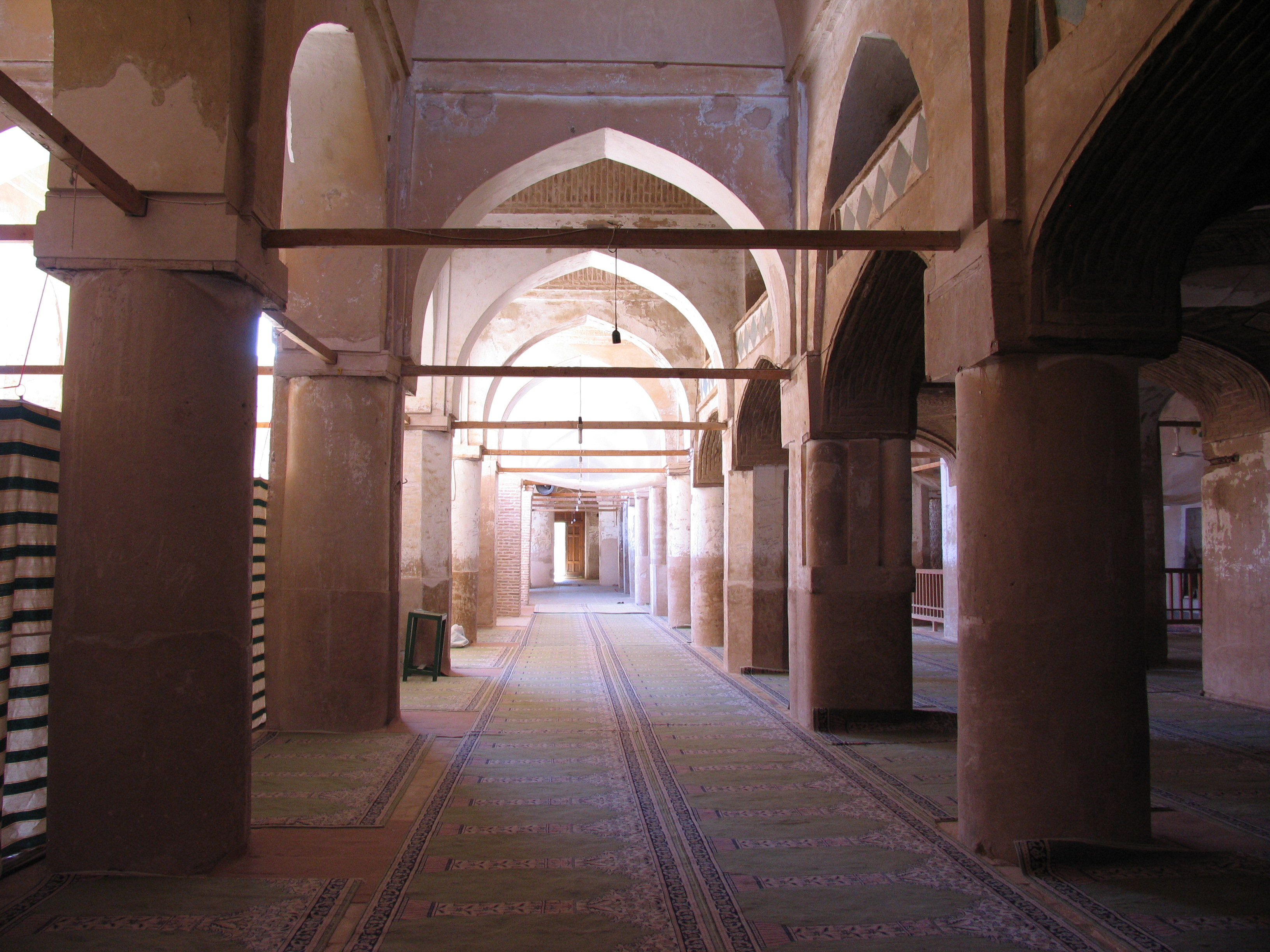
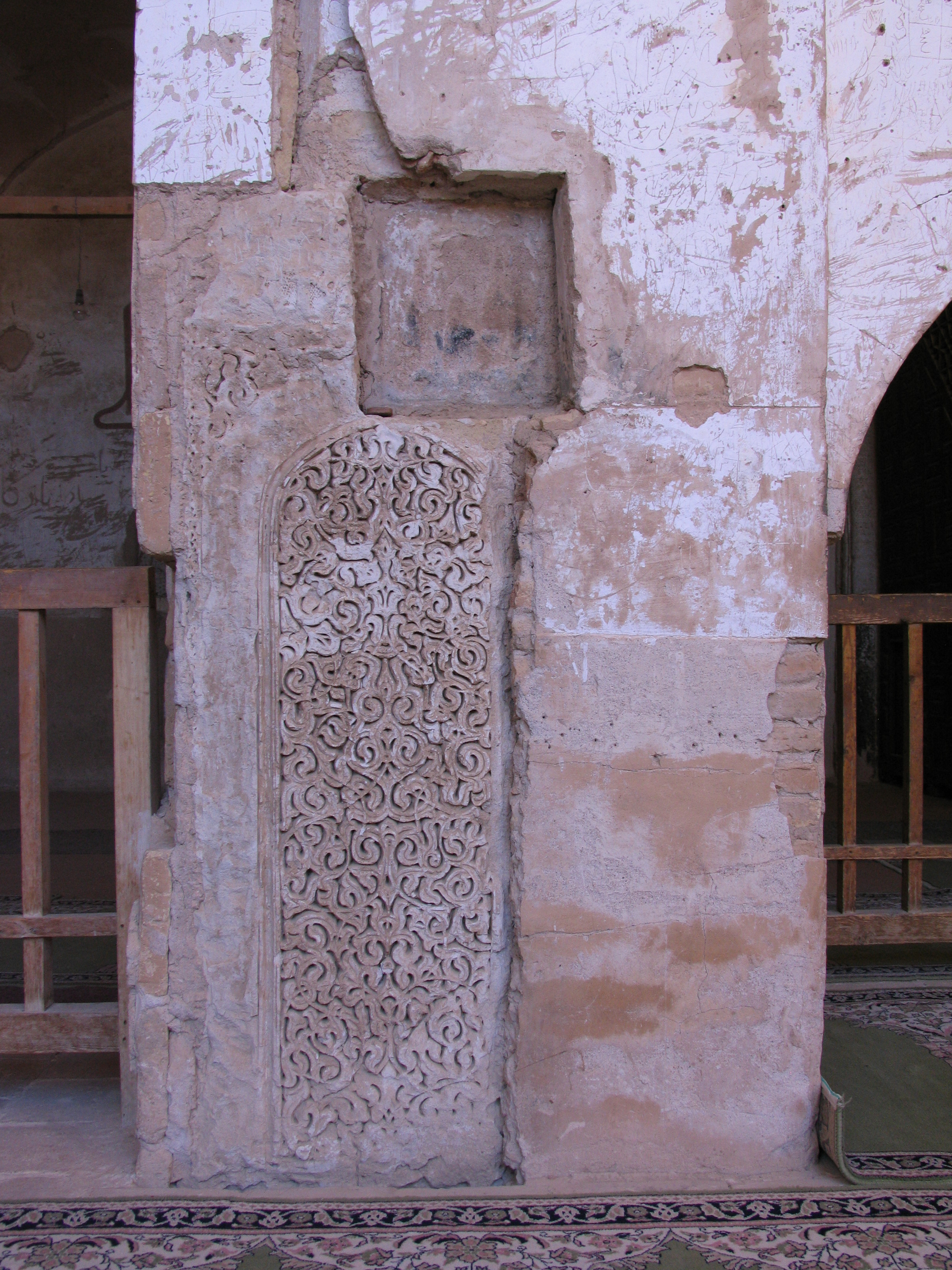
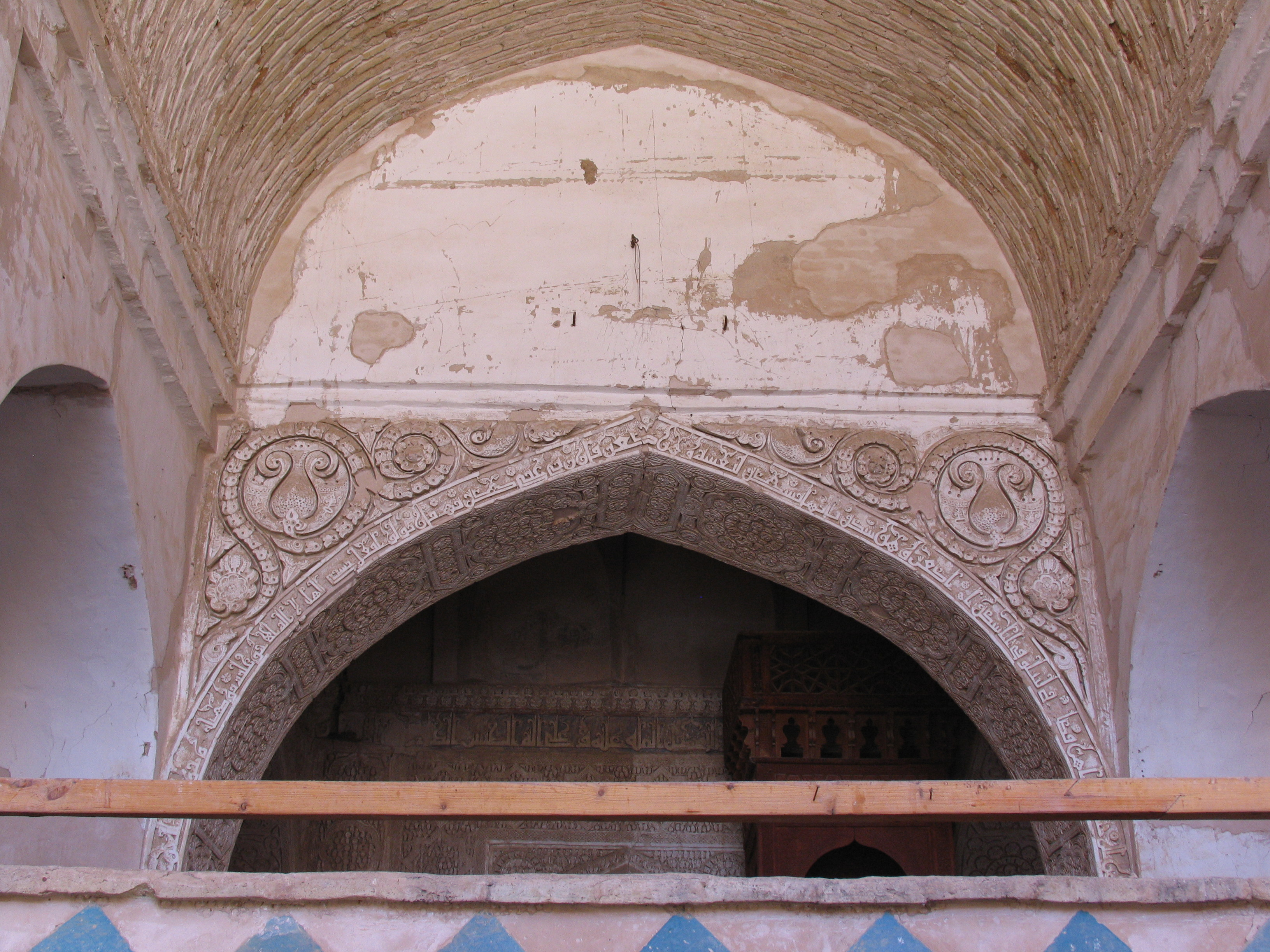
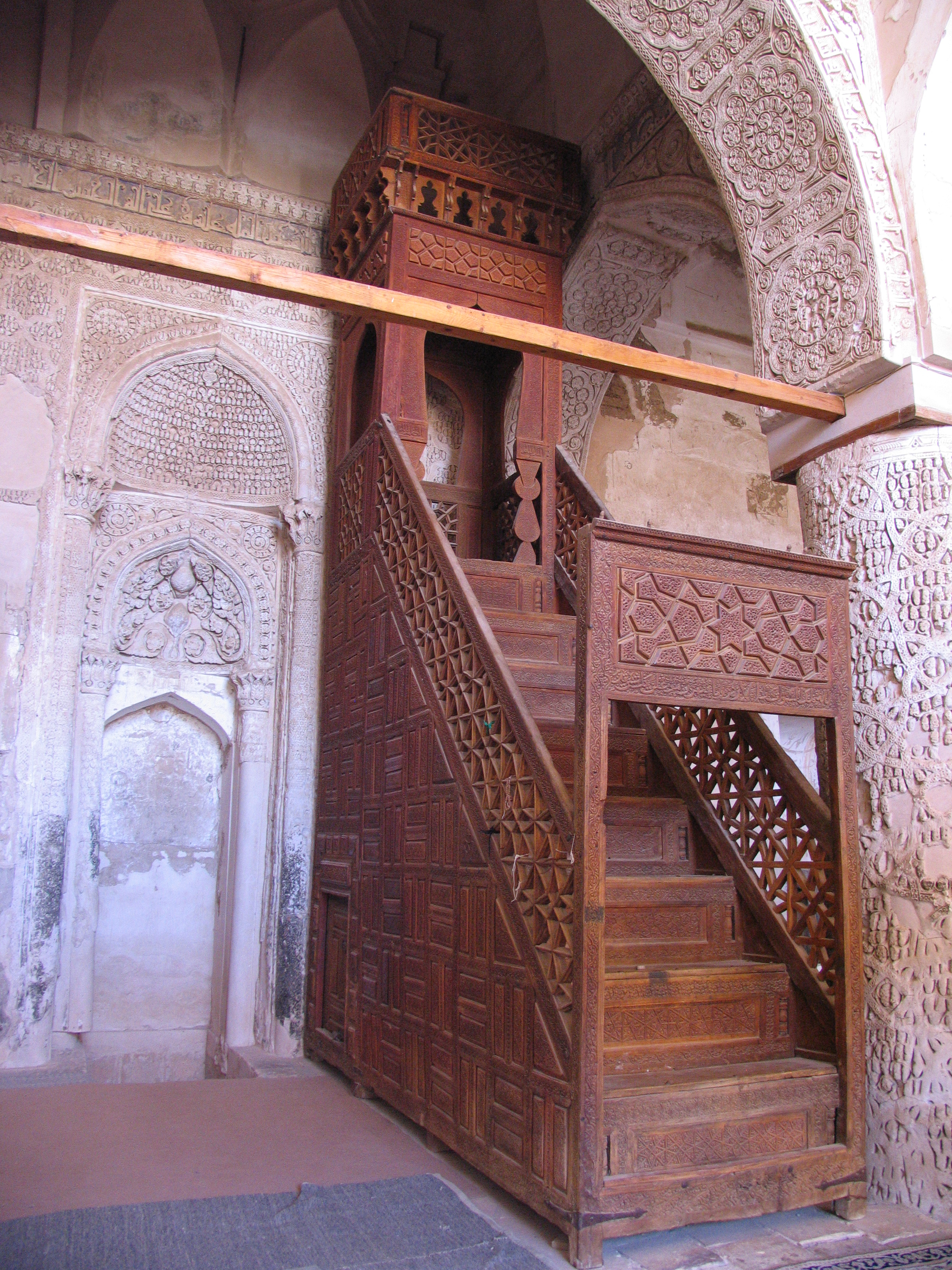
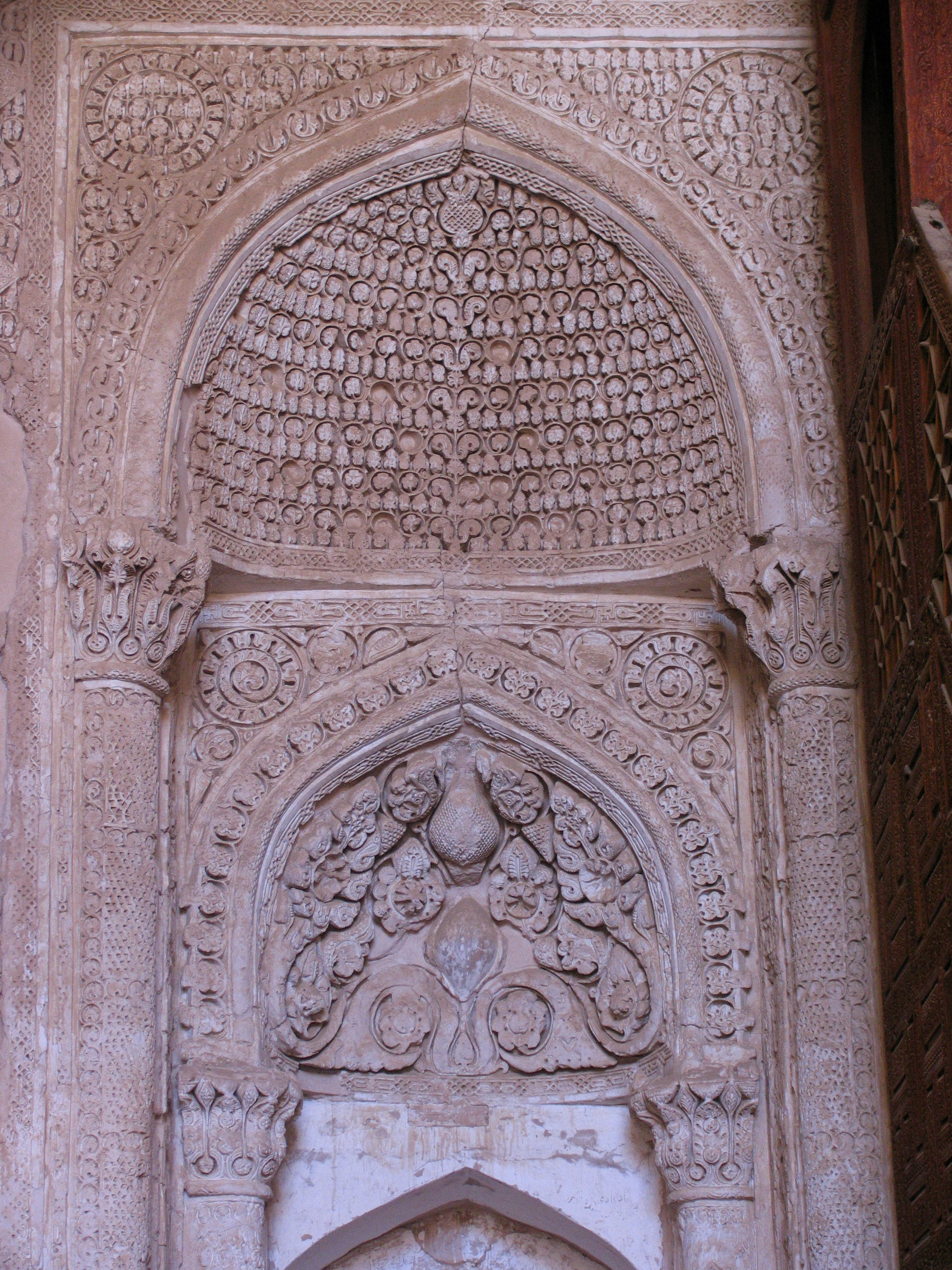
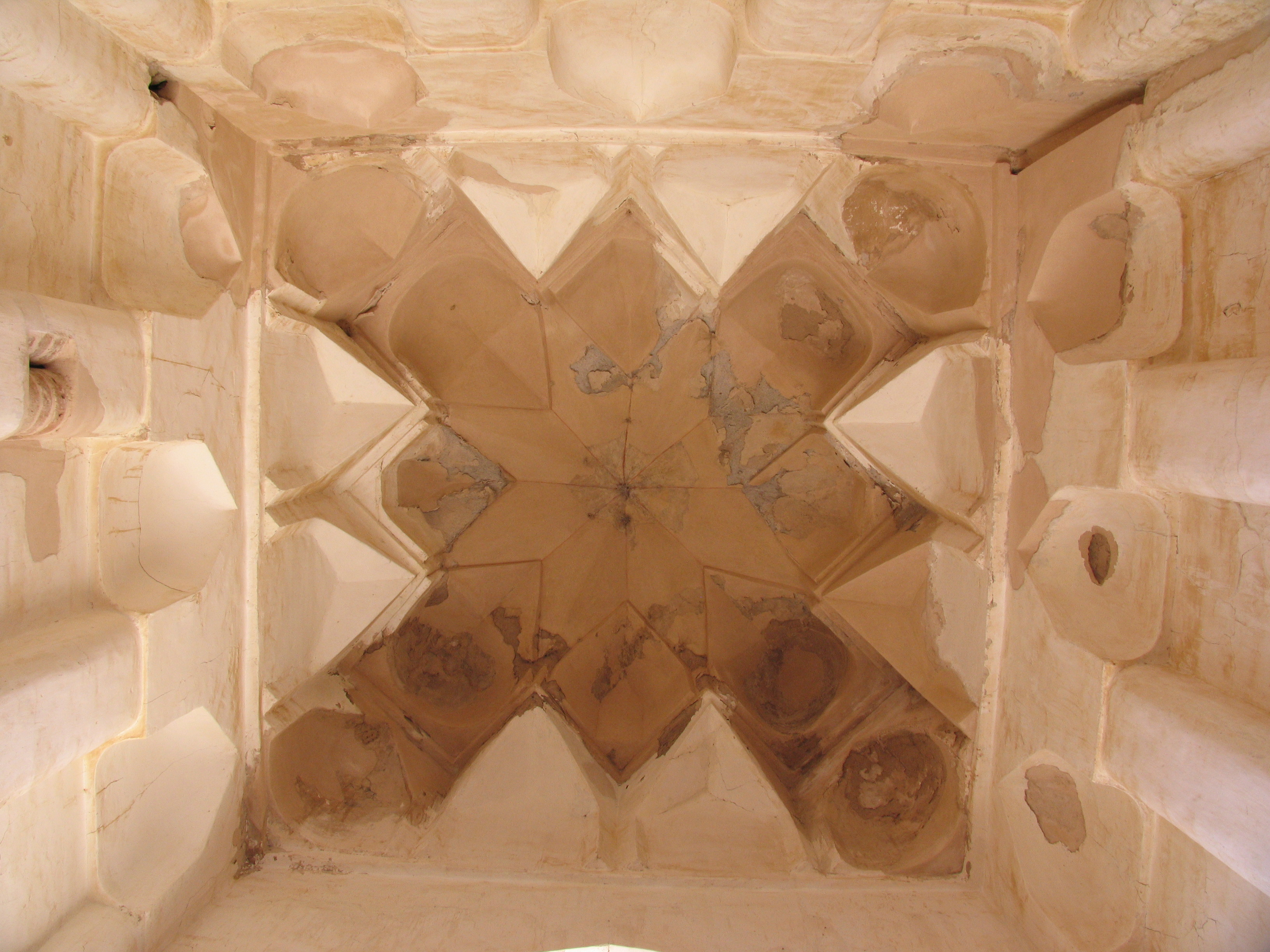
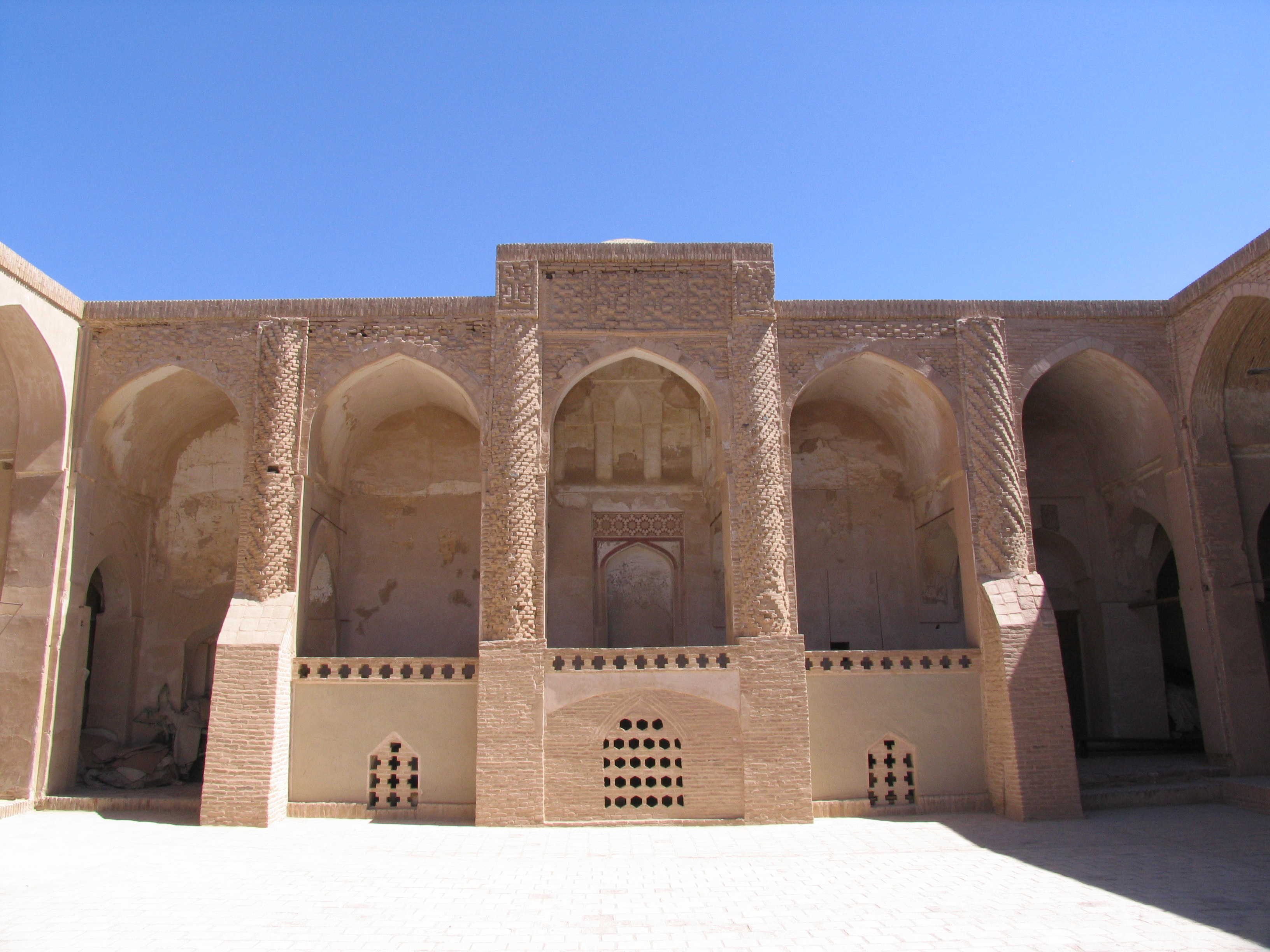
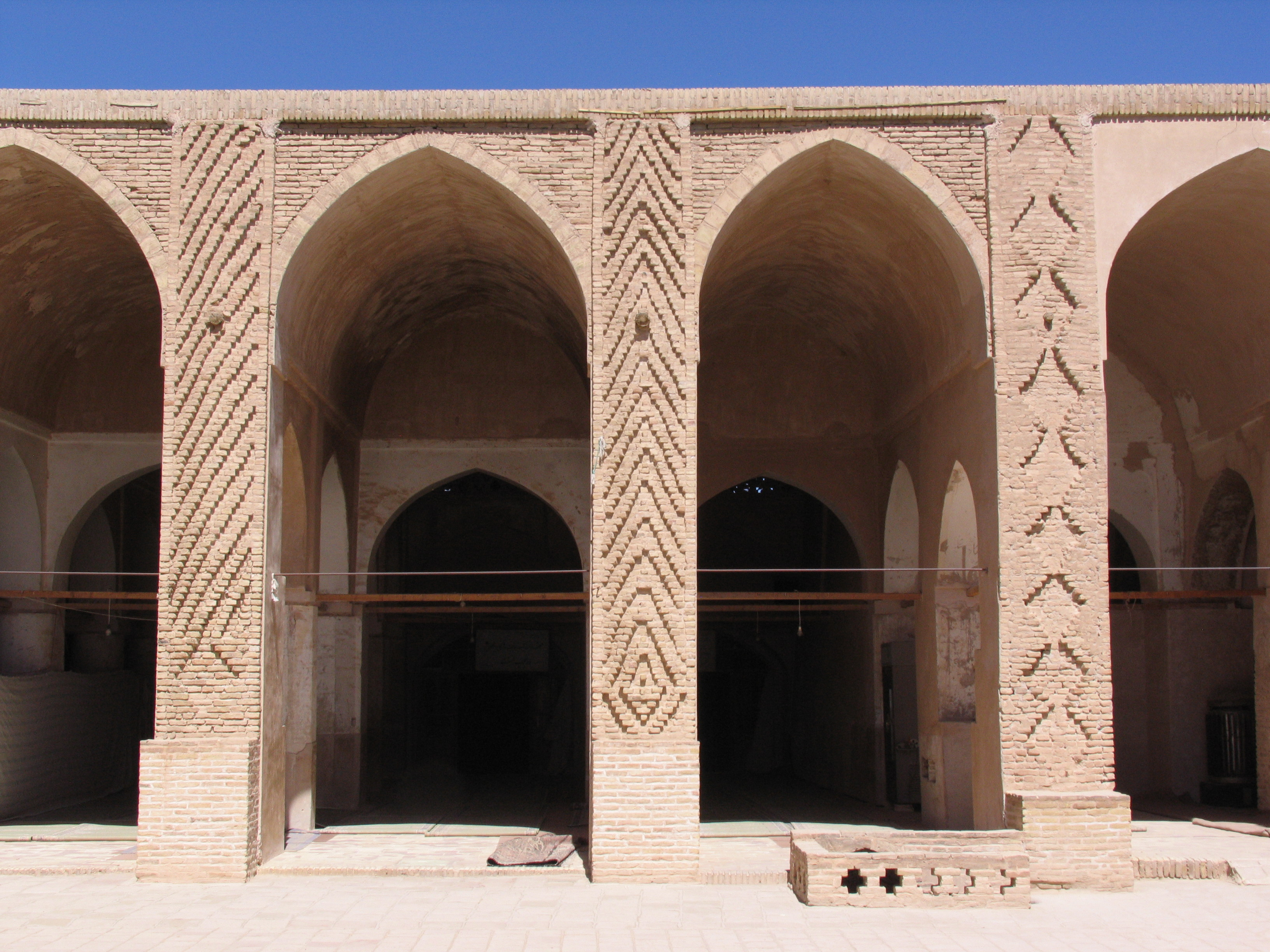
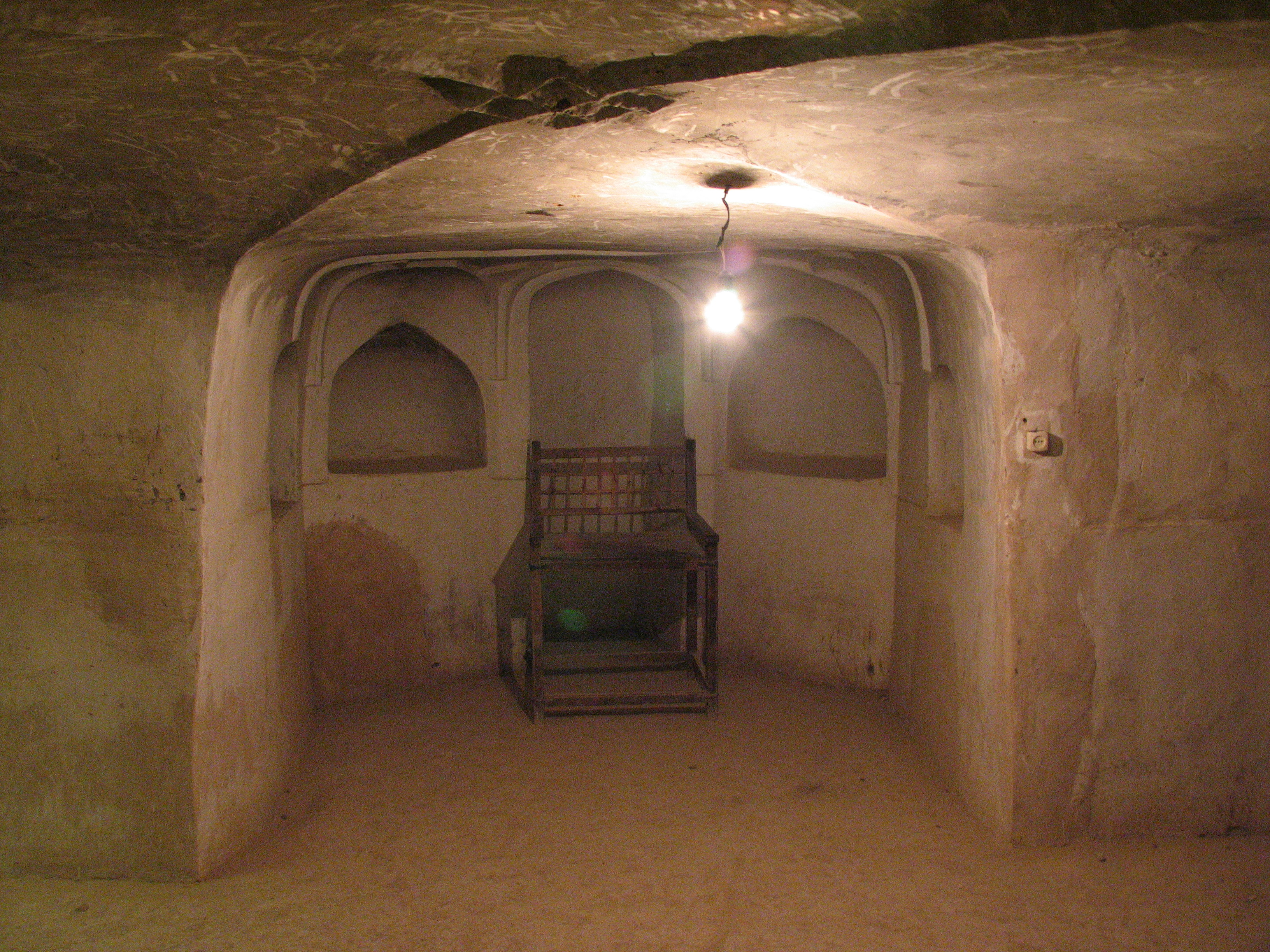
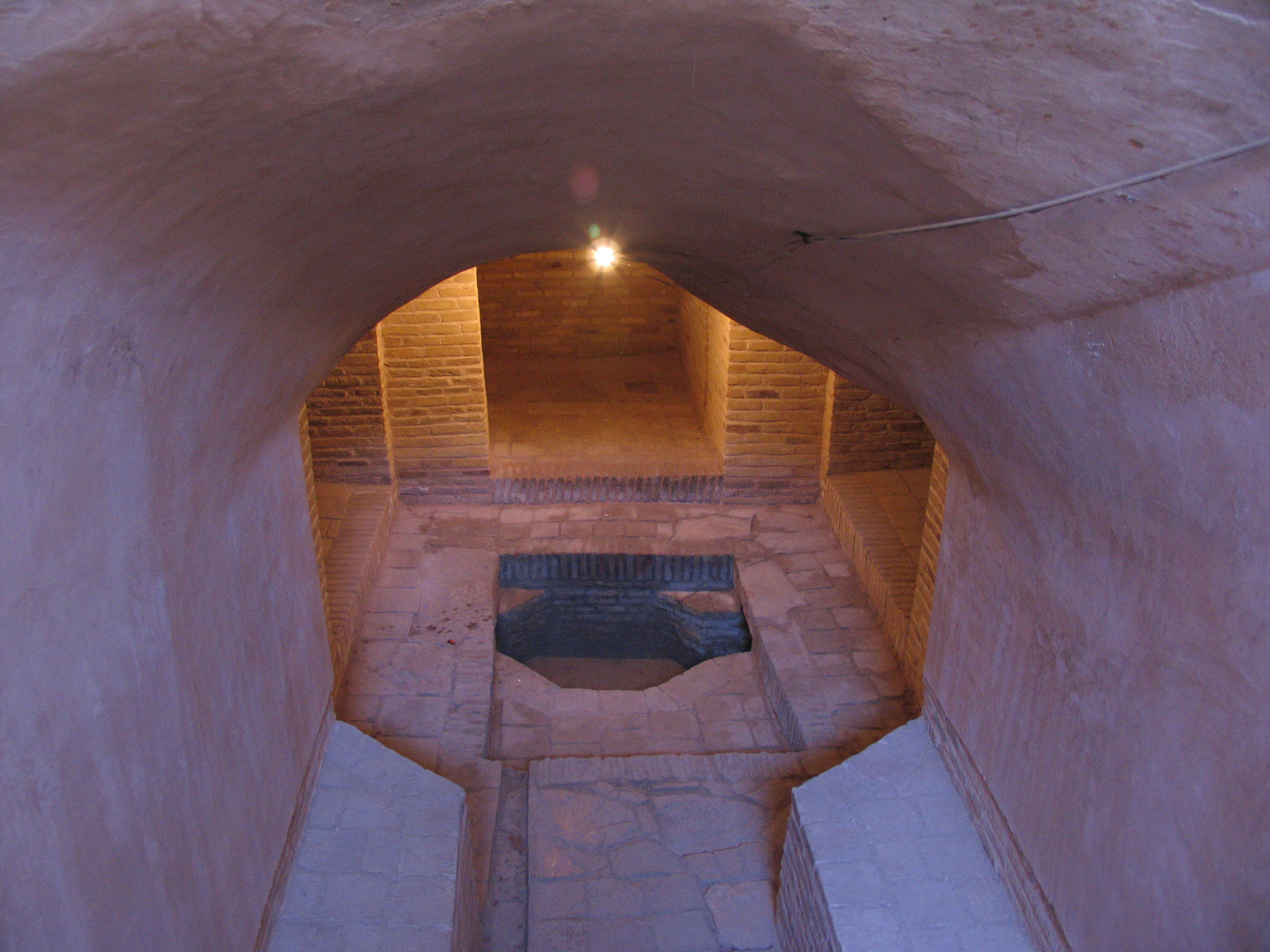
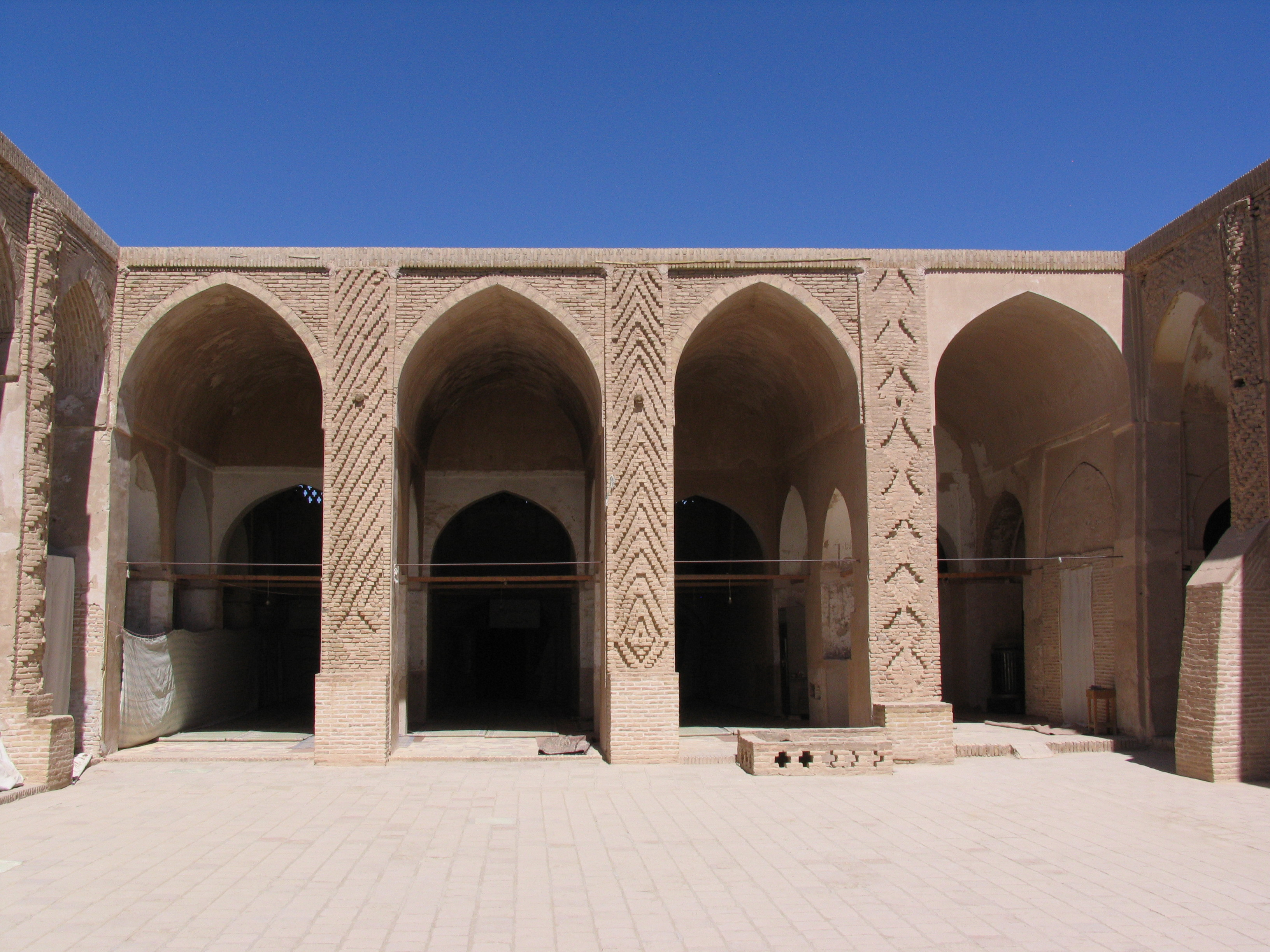
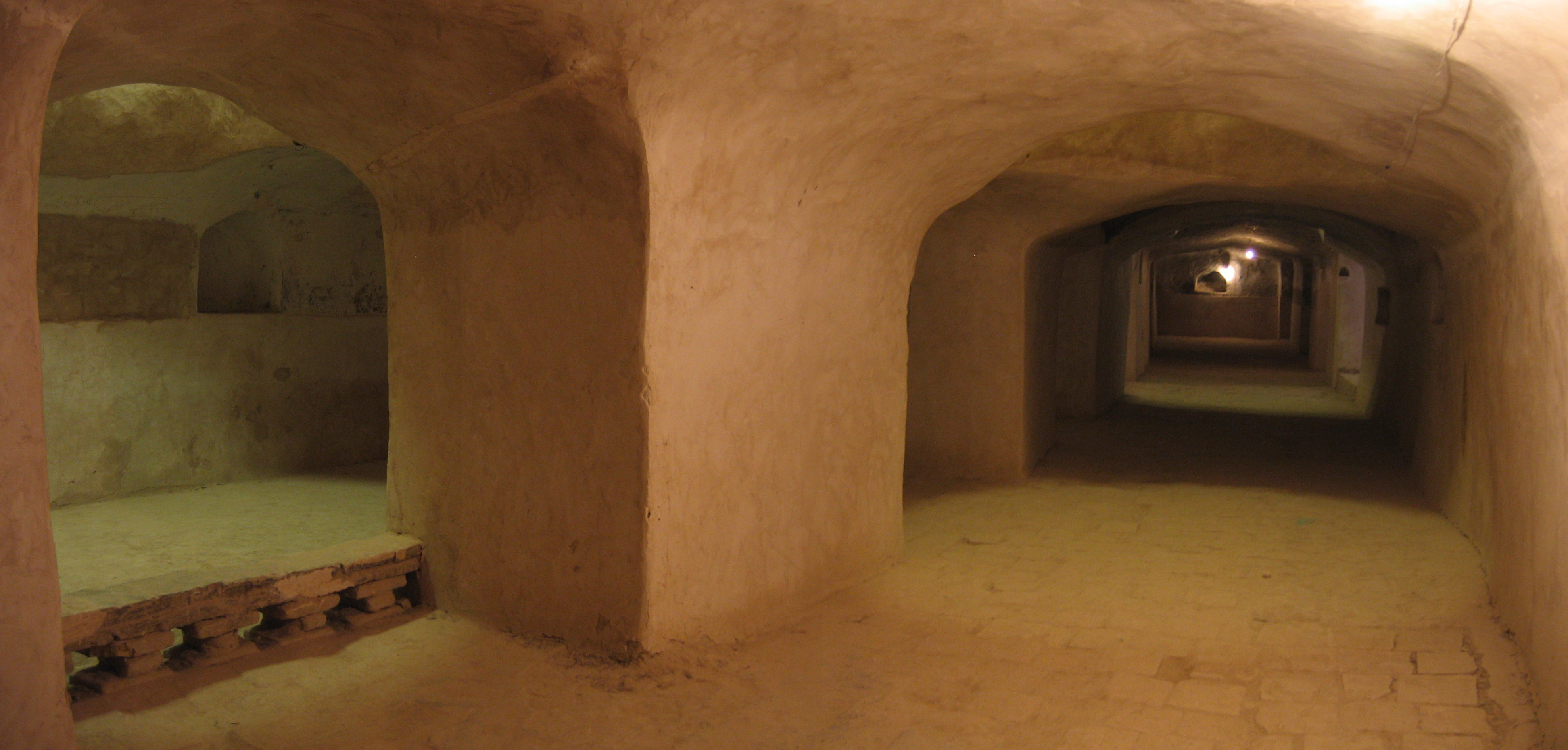